# Kurt Cuno
Kurt Cuno foi um general alemão comandante de unidades panzer durante a Segunda Guerra Mundial. Nasceu em Zweibrücken em 27 de Agosto de 1896, faleceu em Munique em 14 de Julho de 1961.

## Biografia
Entrou para o Exército da Baviera em 1915. Como um oficial cadete em 1916, ele encerrou a participação na Primeira Guerra Mundial (1914-18) como um Leutnant. Durante o período de entre-guerras comandou diversas tropas moveis.
Com o início da Segunda Guerra Mundial, se tornou um Oberstleutnant e comandou o I./Pz.Rgt.25. Mais tarde estava no comando do Pz.Rgt. 1 a após o Pz.Rgt.39. Promovido para Oberst em 1 de Janeiro de 1941, se tornou Generalmajor em 1 de Julho de 1943 e Generalleutnant em 1 de Agosto de 1944 antes de ser apontado como comandante da Divisão de Reserva Panzer 233 (8 de Agosto de 1944).
Ele foi feito prisioneiro em 8 de Junho de 1944, e libertado em 1947 vindo a falecer em Munique em 14 de Julho de 1961.

## Condecorações
Foi condecorado com a Cruz de Cavaleiro da Cruz de Ferro (18 de Janeiro de 1942) e a Cruz Germânica em Ouro (14 de Janeiro de 1942).